# Culex panocossa
Culex panocossa är en tvåvingeart som beskrevs av Dyar 1923. Culex panocossa ingår i släktet Culex och familjen stickmyggor. Inga underarter finns listade i Catalogue of Life.